# Liste der Althistoriker an der Ruprecht-Karls-Universität Heidelberg
In der Liste der Althistoriker an der Ruprecht-Karls-Universität Heidelberg werden alle Hochschullehrer gesammelt, die an der Ruprecht-Karls-Universität Heidelberg Alte Geschichte lehrten oder lehren. Das umfasst im Normalfall alle regulären Hochschullehrer, die Vorlesungen halten durften, also habilitiert waren. Namentlich sind das Ordinarien, Außerplanmäßige Professoren, Juniorprofessoren, Gastprofessoren, Honorarprofessoren, Lehrstuhlvertreter und Privatdozenten. Althistoriker des Mittelbaus (Dozenten: Assistenten und Mitarbeiter) sind nur in begründeten Ausnahmefällen (etwa als Akademische Räte auf Lebenszeit) berücksichtigt.
Der althistorische Lehrstuhl wurde zum Wintersemester 1887/88 eingerichtet. Es war zunächst institutionell mit der Klassischen Archäologie verbunden. Die Trennung erfolgte 1928. Bis 2004 war das Institut eine selbstständige Institution, seitdem gehört es zum Zentrum für Altertumswissenschaften. 1960 wurde ein zweiter Lehrstuhl eingerichtet, der auf römische Geschichte spezialisiert war, während der erste bis dahin allgemeine Lehrstuhl zum Lehrstuhl mit besonderer Berücksichtigung der Geschichte des antiken Griechenlands wurde. Die Heidelberger Althistorik ist sehr auf die Erforschung der Epigraphik und der Sozialgeschichte ausgerichtet.
Angegeben ist in der ersten Spalte der Name der Person und ihre Lebensdaten, in der zweiten Spalte wird der Eintritt in die Universität angegeben, in der dritten Spalte das Ausscheiden. Spalte vier nennt die höchste an der Universität Heidelberg erreichte Position. An anderen Universitäten kann der entsprechende Dozent eine noch weitergehende wissenschaftliche Karriere gemacht haben. Die nächste Spalte nennt Besonderheiten, den Werdegang oder andere Angaben in Bezug auf die Universität oder das Institut. In der letzten Spalte werden Bilder der Dozenten gezeigt, was derzeit aufgrund der Bildrechte jedoch zum Teil schwer ist.
| Wissenschaftler                     | von  | bis  | Funktionen                  | Bemerkungen | Bild |
| ----------------------------------- | ---- | ---- | --------------------------- | --- | ---- |
| Boeckh, August (1785–1867)          | 1807 | 1809 | Außerordentlicher Professor | nach der Habilitation 1807 im Alter von 22 Jahren sofort zum Außerordentlichen Professor berufen; Wissenschaftsorganisator auf dem Gebiet der Altertumswissenschaften und eine der herausragenden Persönlichkeiten des Fachgebietes, Initiator des Corpus Inscriptionum Graecarum und damit einer der Gründungsväter der wissenschaftlichen Epigraphik |      |
| Wachsmuth, Curt (1837–1905)         | 1877 | 1886 | Ordinarius                  | Altphilologe mit einem Schwerpunkt auf Alter Geschichte; Fachmann für die Topographie des antiken Griechenlands |      |
| Domaszewski, Alfred von (1856–1927) | 1887 | 1924 | Ordinarius                  | Erster Inhaber des Lehrstuhls; Forschungsschwerpunkte im Bereich der römischen Epigraphik und Heeresgeschichte |      |
| Täubler, Eugen (1879–1953)          | 1925 | 1933 | Ordinarius                  | Nachfolger Domaszewskis; Forschungsschwerpunkte waren die römische Verfassungsgeschichte und die Beziehungen des Judentums zur klassischen Antike |      |
| Schachermeyr, Fritz (1895–1987)     | 1936 | 1940 | Ordinarius                  | Nachfolger Täublers; betrieb seine Forschungen in der Heidelberger Zeit im Sinne der nationalsozialistischen Ideologie; Spezialist für griechische Geschichte |      |
| Schaefer, Hans (1906–1961)          | 1942 | 1961 | Ordinarius                  | Nachfolger Schachermeyrs; Spezialist für die griechische Verfassungsgeschichte; kam während einer Forschungsreise bei einem Flugzeugabsturz in der Türkei wie sein Kollege Moreau ums Leben |      |
| Strasburger, Hermann (1909–1985)    | 1946 | 1949 | Privatdozent                | wegen seiner jüdischen Herkunft konnte er während der nationalsozialistischen Diktatur nicht lehren und setzte seine Karriere erst 1946 fort |      |
| Moreau, Jacques (1918–1961)         | 1960 | 1961 | Ordinarius                  | Erster Inhaber des zweiten Lehrstuhls; Spezialist für die Geschichte der späteren römischen Kaiserzeit; kam während einer Forschungsreise bei einem Flugzeugabsturz in der Türkei wie sein Kollege Schaefer ums Leben |      |
| Ursula Vogel-Weidemann (1930–1997)  | 1960 | 1967 | Akademische Rätin           | 1960 Wissenschaftliche Assistentin bei Schaefer, nach dessen Tod Akademische Rätin und bis zur Berufung Gschnitzers 1962 Vertreterin der Alten Geschichte an der Universität; 1967 nach Südafrika, dort Professorin |      |
| Gschnitzer, Fritz (1929–2008)       | 1962 | 1997 | Ordinarius                  | Nachfolger Schaefers; Fachmann für die griechische Sozialgeschichte und Epigraphik |      |
| Gottlieb, Gunther (* 1935)          | 1962 | 1975 | Privatdozent                | 1962 Wissenschaftlicher Assistent, 1971 Habilitation und Privatdozentur; Fachmann für römische Provinzialgeschichte, frühes Christentum und die alte Kirche und ihr Verhältnis zum antiken Staat |      |
| Habicht, Christian (1926–2018)      | 1965 | 1972 | Ordinarius                  | Nachfolger Moreaus; 1973 Honorarprofessor; Fachmann für die griechische Geschichte und Epigraphik |      |
| Müller, Helmut (* 1947)             | 1972 | ?    | Privatdozent                | 1972 Promotion und Wissenschaftlicher Mitarbeiter, 1988 Privatdozent; Wissenschaftlicher Oberrat an der Kommission für Alte Geschichte und Epigraphik; Fachmann für griechische Epigraphik, hellenistische Geschichte und die Geschichte Kleinasiens in der Antike                                                                                     |      |
| Alföldy, Géza (1935–2011)           | 1975 | 2004 | Ordinarius                  | Nachfolger Habichts; Emeritierung 2002, lehrte noch bis 2004 als Lehrstuhlvertreter; Spezialist für römische Geschichte, Sozialgeschichte, Historiographie, Prosopographie und Epigraphik |      |
| Trümpy, Catherine (* 1956)          | 1991 |      | Außerplanmäßige Professorin | 1991 Privatdozentin, 2002 Außerplanmässigen Professorin, Lehrbeauftragte, Professorin an der Universität Genf; Spezialistin für Mykenologie, Linear B und griechische Lyrik |      |
| Stavrianopoulou, Eftychia (* 1962)  | 1992 |      | Außerplanmäßige Professorin | 1992 Lehrbeauftragte, 1994 Wissenschaftliche Mitarbeiterin, 1999 Hochschulassistentin, 2003 Habilitation und Privatdozentur, 2008 Außerplanmäßige Professorin; Spezialistin für griechische Sozial,- Kultur, Religions- und Rechtsgeschichte |      |
| Corsten, Thomas (* 1961)            | 1997 | 2010 | Außerplanmäßiger Professor  | 1997 Habilitation und Privatdozentur, 2002/03 Lehrstuhlvertretung, 2004 Außerplanmäßiger Professor; Spezialist für Epigraphik, Numismatik und griechische Verfassungsgeschichte |      |
| Chaniotis, Angelos (* 1959)         | 1998 | 2006 | Ordinarius                  | Nachfolger Gschnitzers; Fachmann für Epigraphik und das antike Kreta |      |
| Kruse, Thomas (* 1961)              | 1999 | 2010 | Hochschuldozent             | 1999 Wissenschaftlicher Angestellter am Institut für Papyrologie der Universität Heidelberg, 2002 Wissenschaftlicher Mitarbeiter des Instituts für Papyrologie, 2004 Hochschuldozent am Institut für Papyrologie |      |
| Witschel, Christian (* 1966)        | 2005 |      | Ordinarius                  | Nachfolger Alföldys; Spezialist für römische Sozial- und Wirtschaftsgeschichte, die Geschichte des 3. Jahrhunderts n. Chr. und lateinische Epigraphik |      |
| Trampedach, Kai (* 1962)            | 2007 |      | Ordinarius                  | Nachfolger Chaniotis’; Spezialist für das Verhältnis von Religion/Philosophie und Politik in der Antike |      |
| Scheithauer, Andrea                 | ?    | ?    | Privatdozentin              | 1994 Habilitation; Spezialistin für römische Geschichte, Epigraphik, antike Musik und augusteische Dichtung |      |
| Wesch-Klein, Gabriele               | ?    |      | Außerplanmäßige Professorin | 1995 Habilitation; Spezialistin für römische Sozial- und Militärgeschichte sowie die Geschichte der römischen Provinzen |      |
| Bredow, Iris von (1948–2018)        | ?    | 2010 | Privatdozentin              | |      |
| Horster, Marietta (* 1961)          | 2009 | 2009 | Professorin                 | Lehrstuhlvertreterin im Sommersemester 2009 für Christian Witschel |      |
| Hartmann, Elke (1969–2021)          | 2011 | 2011 | Professorin                 | Lehrstuhlvertreterin im Sommersemester 2011 für Kai Trampedach |      |

- Lehrstuhl 1 (zunächst allgemein, seit der Einrichtung des zweiten Lehrstuhls spezialisiert auf Griechische Geschichte):
  - Alfred von Domaszewski (1887–1924)
  - Eugen Täubler (1925–1933)
  - Fritz Schachermeyr (1936–1940)
  - Hans Schaefer (1942–1961)
  - Fritz Gschnitzer (1962–1997)
  - Angelos Chaniotis (1998–2006)
  - Kai Trampedach (seit 2007)

- Lehrstuhl 2 (spezialisiert auf römische Geschichte):
  - Jacques Moreau (1960–1961)
  - Christian Habicht (1965–1972)
  - Géza Alföldy (1975–2002)
  - Christian Witschel (seit 2005)